# ماكسويل اتومز
أدم ماكسويل اتومز (بالإنجليزية:Adam Maxwell Burton) المعروف باسم ماكسويل اتومز هو رسام رسوم متحركة أمريكي، وكاتب سيناريو، وفنان قصص مصورة، وممثل صوتي. ومعروف أنه مؤلف مسلسل الرسوم المتحركة مغامرات بيلي وماندي وإيفل كون كارلي لكرتون نتورك